# Hedda Wrangel
Hedda (Anna Hedvig) Wrangel, född Lewenhaupt den 11 december 1792 i Västra Tunhem, Älvsborgs län, död 24 juli 1833 i Färlöv, Kristianstads län, var en svensk friherrinna och tonsättare.

## Biografi
Anna Hedvig Lewenhaup föddes 1792 på Forstena i Västra Tunhem som dotter till översten greve Gustaf Julius Lewenhaupt av adelsätten Lewenhaupt och Anna Helena Alströmer född i adelsätten Alströmer.
Hon gifte sig 1810 på Karlberg med överstekammarjunkare friherre Henning Wrangel af Adinal; maken ska ha varit känd för sitt häftiga lynna, sitt kärleksliv och sina dueller. Hon hade inga barn. Paret bosatte sig senaste 1814 på Sperlingsholm i Övraby.
Hedda Wrangel avled 24 juli i Färlövs socken och begravdes 2 augusti samma år i Träne församling. Där hon var bosatt.

Efter hennes död skrev Fredrika Bremer:
| ” | Som en eldfull dityramb flög hon fram genom livet. | „ |

## Musikverk

### Sång och piano
- Tre sånger ur Frithiofs saga för sång och pianoforte. Texten är skriven av Esaias Tegnér och verket tillägnades honom. Den gavs ut 1828 i Stockholm.[6]

1. Frithiofs frieri, Andante.
2. Kung Ring, Moderato.
3. Frithiofs frestelse, Allegretto. Duett för sopran och tenor eller alt.

- Ave verum för sång och piano.[7]

## Dedikationer
Omkring 1826 tillägnades hon pianostycket Polonaise brillante, op. 25 av pianisten Henri Herz.
Esaias Tegnér tillägnade henne 1827 en dikt, där det heter:
| ” | När hon sjunger, ack, då andas ingen, själva skvallrets tunga ligger still. | „ |